# Папуга синьочеревий
Папуга синьочеревий (Triclaria malachitacea) — єдиний вид у своєму роді. Загалом вважається ендеміком вологих атлантичних лісів південно-східної Бразилії, але є два непідтверджені записи з Місьйонеса в Аргентині. Зустрічається до 1000 метрів (3300 футів).
Це відносно довгохвостий папуга загальною довжиною близько 28 сантиметрів (11 дюймів). Вага особин 110-155 грам (3.8-5.4 унцій). Забарвлення зелене, а дзьоб білуватий. Лише у самця є синювато-фіолетова пляма на череві, за яку цей вид і отримав назву. Він має свистковий дзвінок, і пари співають дуетом, але зазвичай він досить тихий, і тому його легко не помітити.
Зафіксовано, що він харчується насінням, фруктами, квітковими бруньками, нектаром і деякими комахами. Гніздо розміщують в дуплі великого дерева або пальми. Гніздиться між вереснем (жовтень у Ріу-Гранді-ду-Сул) і січнем. У період розмноження пара дуже територіальна.
Велика частина первісного лісового покриву в його ареалі була знищена на користь культивованих культур, таких як тютюн і банани. Зараз папуги здебільшого обмежені залишковими лісовими смугами на схилах і хребтах, які займають набагато менше 10% початкового ареалу. Раніше вважалося, що вижило 5 000–10 000 птахів, але останні дані свідчать про те, що близько виживає 10 000 тільки в штаті Ріу-Гранді-ду-Сул.  Значні популяції також існують у штатах Ріо-де-Жанейро та Сан-Паулу, але оцінки популяції для них недоступні. Незважаючи на це, чисельність птахів зменшується на всьому ареалі через подальші зміни середовища проживання. Торгівля клітковими птахами на даний момент не вважається великою загрозою, оскільки лише невелика їх кількість виловлюється для місцевого ринку, але, незважаючи на це, значна кількість досягла Нідерландів у 1970-1980-х роках. Зустрічається на 14 заповідних територіях.